# Fajzułła Sułtanow
Fajzułła Walejewicz Sułtanow (ros. Файзулла́ Вале́евич Султа́нов, ur. 15 października 1922 we wsi Bajdawletowo w Baszkirii, zm. 24 listopada 1992 w Ufie) – przewodniczący Prezydium Rady Najwyższej Baszkirskiej ASRR (1967-1990).
Brał udział w wojnie ZSRR z Niemcami, 1956 ukończył Baszkirski Instytut Pedagogiczny, a 1960 Akademię Nauk Społecznych przy KC KPZR. Pracował jako nauczyciel (od 1939), 1946-1948 pracownik rejonowego komitetu Komsomołu, od 1950 w Baszkirskim Komitecie Obwodowym WKP(b)/KPZR, od 1961 rektor Birskiego Instytutu Pedagogicznego, od 1963 sekretarz Baszkirskiego Komitetu Obwodowego KPZR. Od 29 marca 1967 do 4 kwietnia 1990 przewodniczący Prezydium Rady Najwyższej Baszkirskiej ASRR. Deputowany do Rady Najwyższej RFSRR i Baszkirskiej ASRR od 7 do 11 kadencji.

## Odznaczenia
- Order Wojny Ojczyźnianej I klasy (1985)
- Order Czerwonego Sztandaru Pracy (dwukrotnie - 1971 i 1976)
- Order Czerwonej Gwiazdy (1966)
- Order Przyjaźni Narodów (1982)
- Order „Znak Honoru” (1966)